# جورج بونهاگ
جورج بونهاگ (انگلیسی: George Bonhag؛ ۳۱ ژانویه ۱۸۸۲ – ۳۰ اکتبر ۱۹۶۰) دونده دو پیاده‌روی سرعت اهل ایالات متحده آمریکا بود.
وی در مسابقات کشوری و بین‌المللی در مجموع برندهٔ ۲ مدال طلا، ۱ مدال نقره شده‌است.